# Fernando Yamada
Fernando Yamada, também conhecido simplesmente como Yamada (Ribeirão Pires, 17 de fevereiro de 1979), é um ex-futebolista brasileiro que atuava como goleiro.

## Carreira

### Futebolista
Revelado pelo EC Santo André (apesar de defender o time de futsal do Ribeirão Pires Futebol Clube desde a infância), acertou sua transferência para o Corinthians na época de base, tornou-se campeão da Copa São Paulo de Futebol Júnior pelo clube em 1999.
Na equipe principal, porem, só foi titular em duas oportunidades, contra o Botafogo pela Copa do Brasil de 2000.
Em 2004, atuou pelo Sãocarlense no Campeonato Paulista de Futebol - Série A3.
Em 2006, Yamada ajudou ao Guaratinguetá na ascensão do clube à Primeira Divisão do Campeonato Paulista.
Em 2007, foi emprestado ao Central de Caruaru onde foi um dos principais destaques na conquista do Vice-Campeonato Pernambucano.
Em 2011, Yamada acertou com Grêmio Osasco convidado pelo antigo companheiro de clube Vampeta para disputar a Série A3 2011 do Campeonato Paulista.
Em 2014, Yamada acertou o Grêmio Audax-RJ, após o Grêmio Osasco compra-lo, para jogar o Campeonato Carioca. O Audax acabou sendo rebaixado e logo em seguida Yamada anunciou sua aposentadoria assumindo um cargo da diretoria do Grêmio Osasco.

#### Seleção Brasileira
Yamada tornou se o primeiro jogador de origem nipônica a defender uma Seleção Brasileira, a Sub-17 em 1993 e 1994. Um dos únicos jogadores sobreviventes a ser um jogador de futebol da época, revelado junto com o goleiro Júlio Cesar.

### Gestor
A primeira oportunidade de Yamada como coordenador e gerente de futebol foi no Osasco Audax, em 2014.
Assumiu a gerência do departamento de formação de atletas do Corinthians em 2017. Em maio de 2021, deixou o cargo de gerente das categorias de base.
Chegou ao Athletico em janeiro de 2022 para coordenar as categorias de formação. Com a saída de Paulo Autuori, ele mudou de função e assumiu a direção de futebol do clube. Em maio, ele foi demitido do cargo. Um mês depois, foi recontratado para coordenar o departamento de saúde e performance. Em novembro de 2022, foi desligado do Furacão pela segunda vez em seis meses.
Em dezembro de 2022, se tornou o novo CEO de futebol do Camboriú FC.

## Títulos

### Internacionais
Corinthians
- Troféu Ramón de Carranza: 1996
- Campeonato Mundial de Clubes da FIFA: 2000

### Nacionais
Corinthians
- Campeonato Brasileiro: 1998
- Copa São Paulo de Futebol Júnior: 1999
- Campeonato Brasileiro: 1999
- Campeonato Paulista: 2000

ABC
- Taça Cidade de Natal: 2010
- Campeonato Potiguar: 2010

## Campanhas de destaque
Central
- Vice-Campeão Pernambucano - 2007